# Joodse begraafplaats (Aalten)
De Joodse begraafplaats van Aalten in de Nederlandse provincie Gelderland ligt aan de Haartsestraat.

## Geschiedenis
Hoewel men in vrijwel alle Achterhoekse dorpen en steden in de 16e eeuw reeds een Joodse gemeenschap kende, nam het aantal Joden in Aalten vooral in de 19e eeuw tijdens de Franse Tijd in omvang toe. De begraafplaats, die was aangelegd in een bos aan de Haartsestraat, kwam in 1852 officieel in eigendom van de Joodse gemeente. Mogelijk vonden er toen al vanaf 1820 begravingen plaats. De lommerrijke dodenakker is nog altijd in gebruik. Hij is voorzien van een metaheerhuis en omringd met een stevig hekwerk. Er staan ongeveer zeventig grafstenen.

## Afbeeldingen

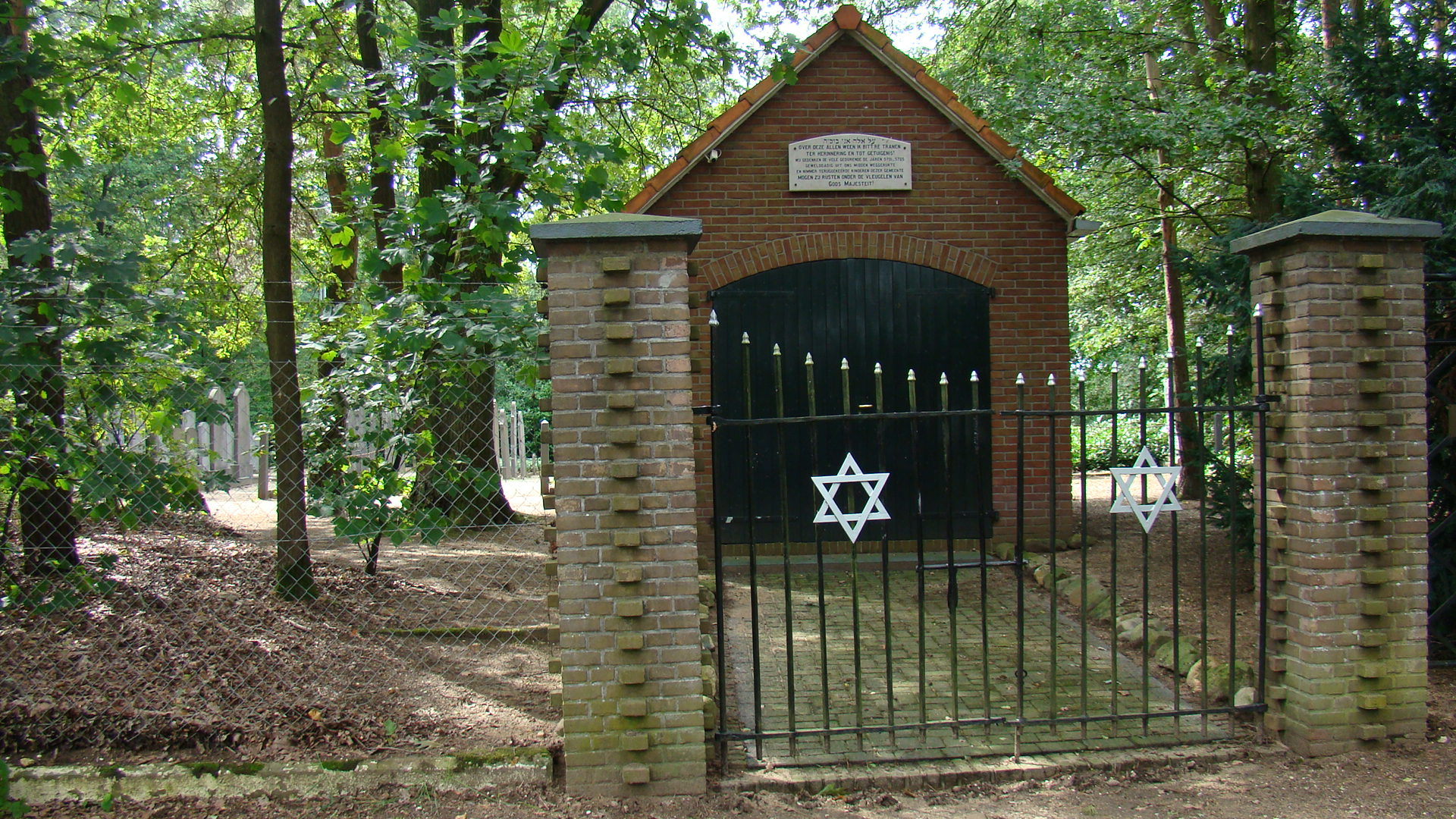
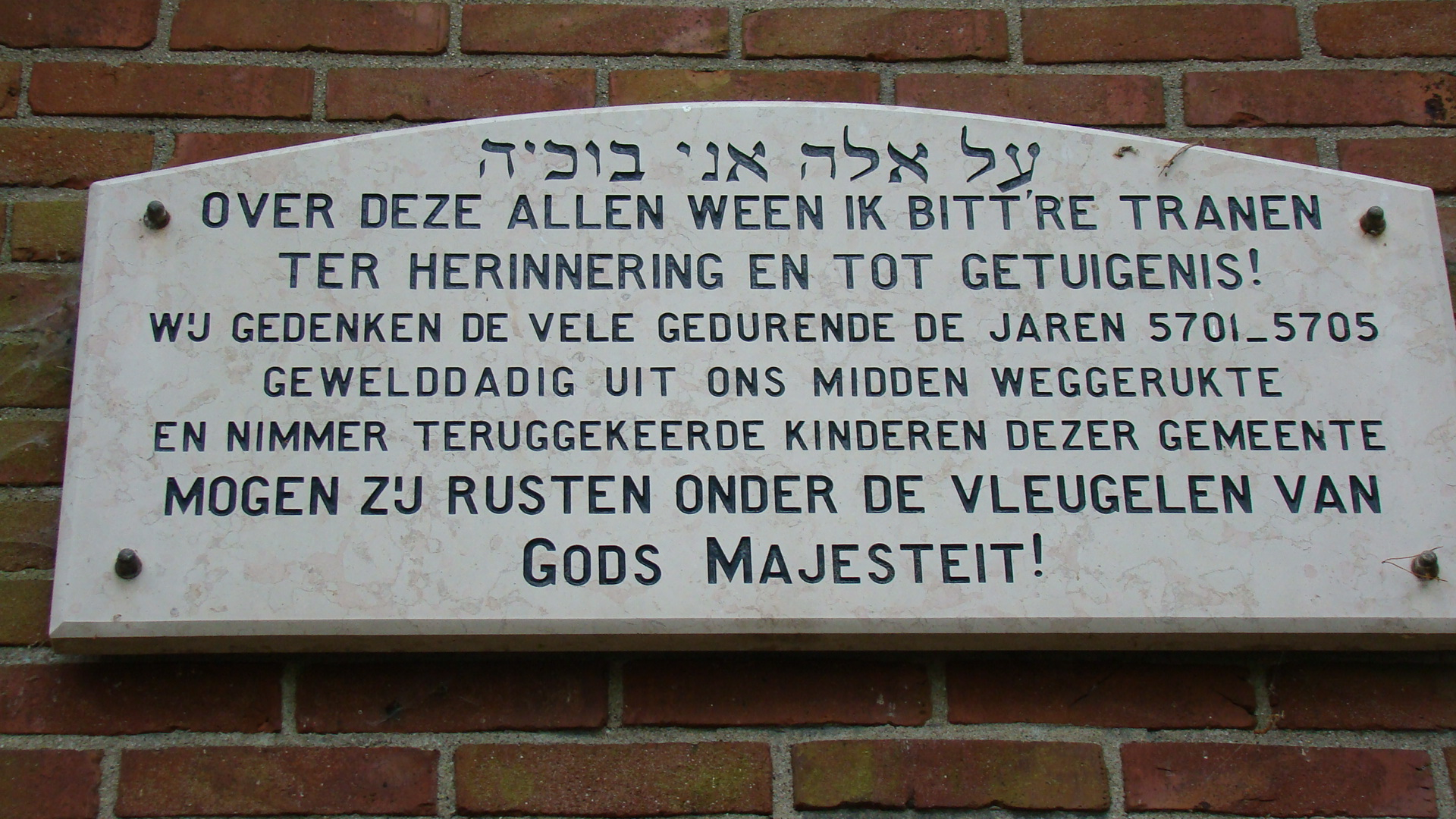
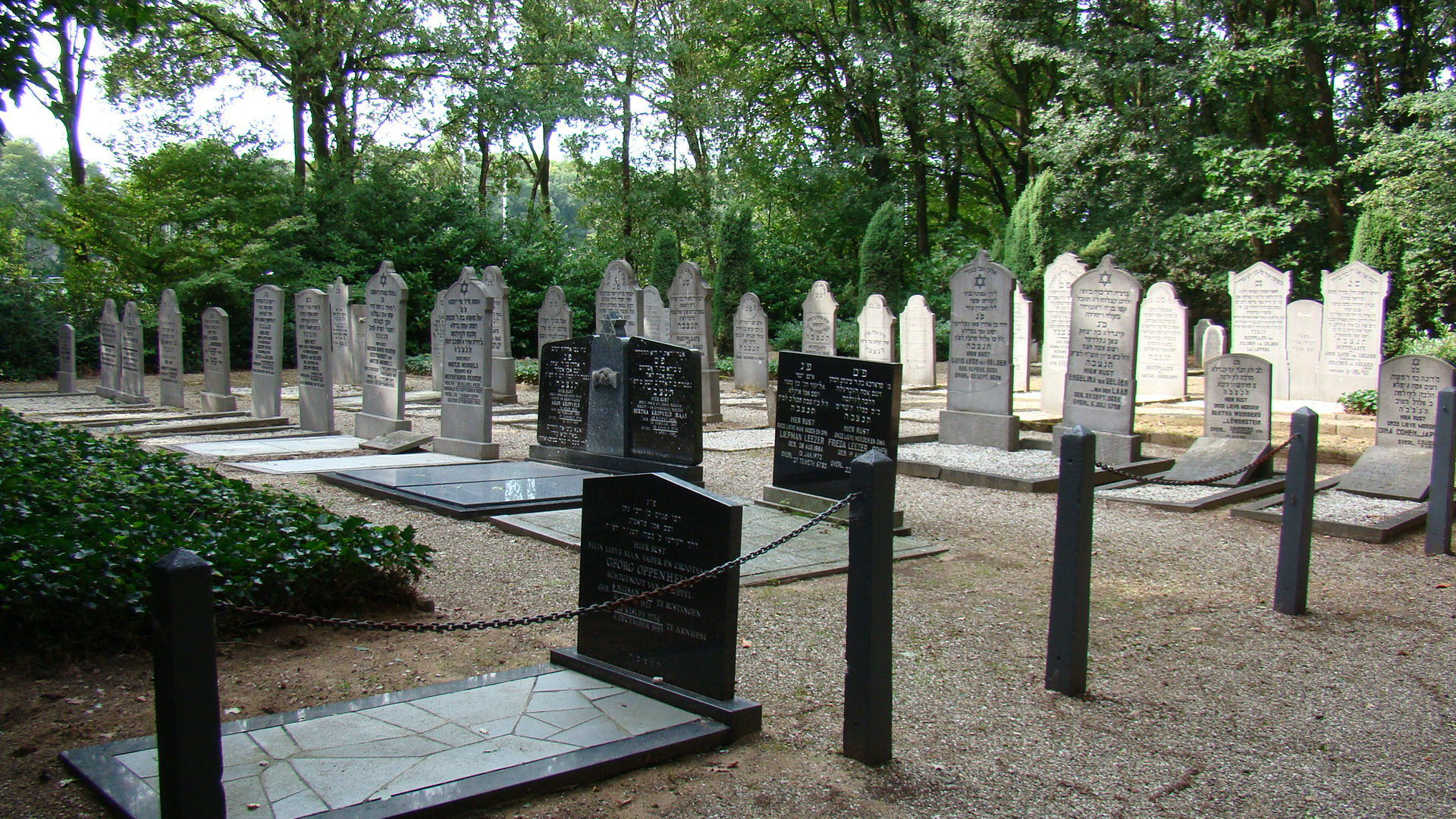
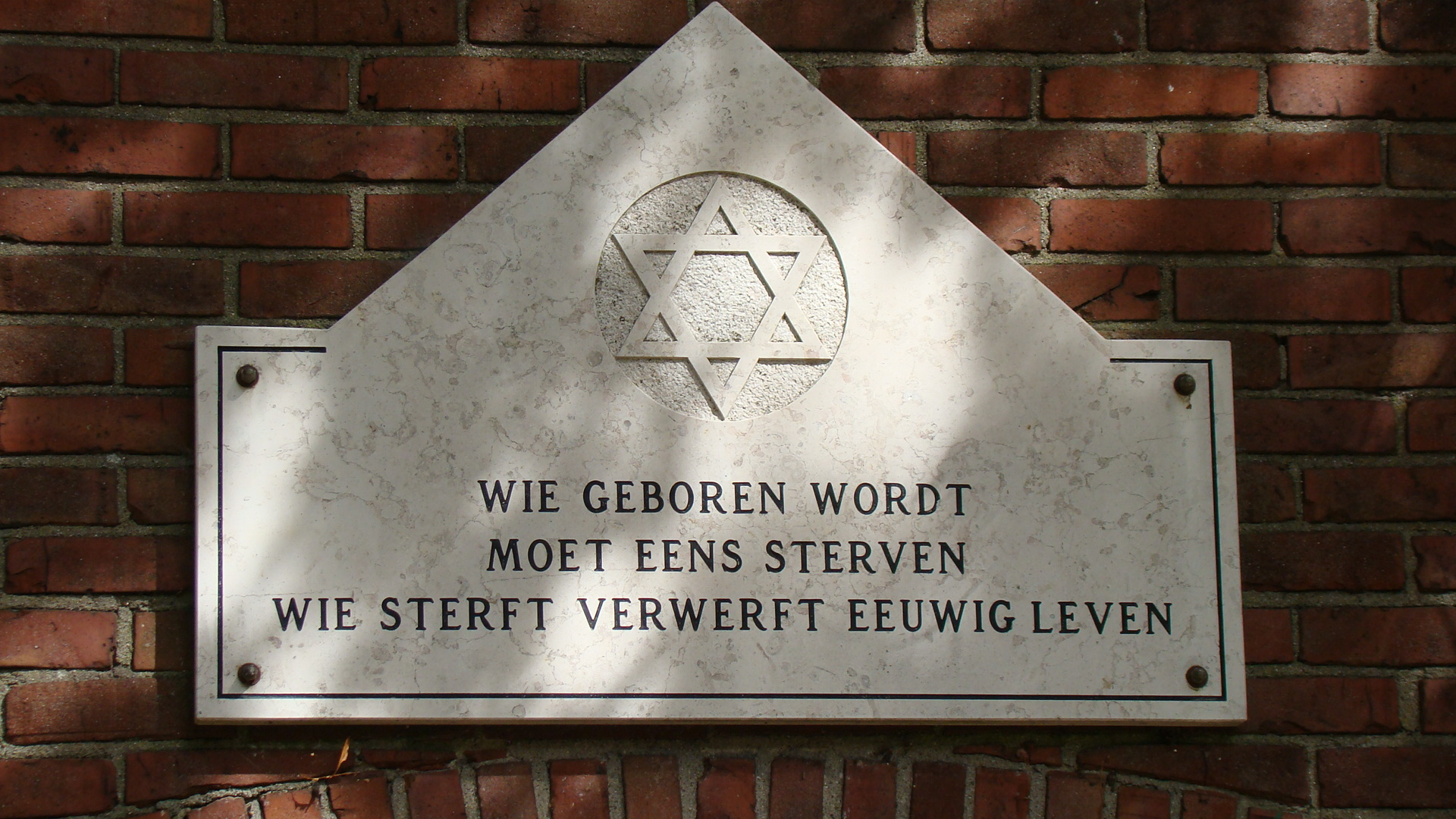